# クシュヴィ・ラス

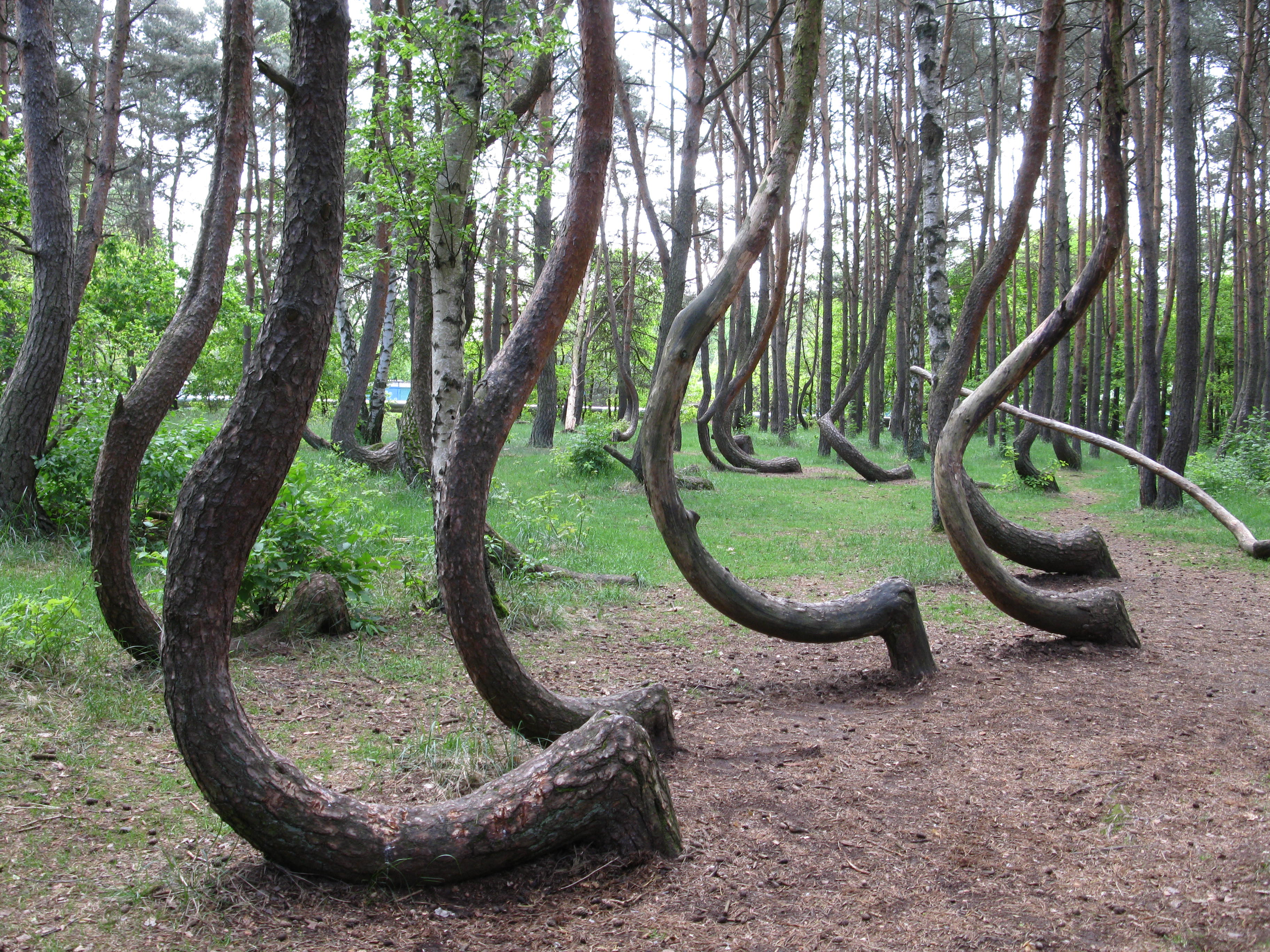
クシュヴィ・ラスの曲がったヨーロッパアカマツ

クシュヴィ・ラス（ポーランド語: Krzywy Las、英語: Crooked Forest、直訳で「歪んだ森」）とは、ポーランド北西部の西ポモージェ県グリフィノ郡にある、木々が奇妙な形に曲がっている森。

## 概要

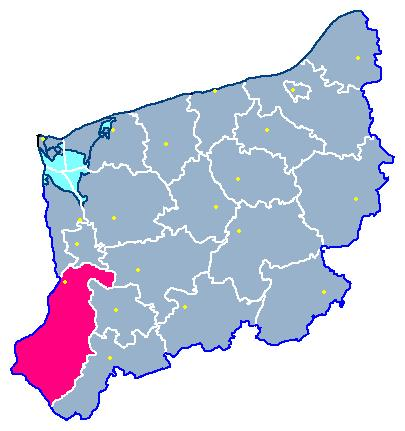
西ポモージェ県におけるグリフィノ郡の位置。その中の黄点が郡庁所在地のグリフィノ。西にオードラ川が流れ、ドイツと国境を接する。

ポーランド北西部に位置する西ポモージェ県の県都シュチェチンから南に約25km、グリフィノ郡ノベ・ツァルノボの、ドイツ国境のオードラ川（オーデル川）近くに所在する森林である。森林内に自生するヨーロッパアカマツのうち、約0.3ヘクタールの面積に群生する100本ほどが、どれも北向きに曲がっている。樹齢は2016年時点で80年余と見られる。この森は奇妙な自然景観として世界中から注目を集めており、観光地としても人気が高い。なぜこのような形で成長したのかの仮説はいくつかあるが、完全には解明されていない。

## 樹木と周辺の状況
それぞれの木の曲線は地面から10～50cm（4～20インチ）の高さから始まり、3～9フィート（最大約3m）にわたって湾曲したのち縦に伸びている。曲がった木はすべて北に向かって湾曲している。このように曲がった松は森林の一部にのみ集中しており、周囲の松の木はごく普通に真っすぐ成長している。
地元の樹木学者エウゲニウシュ・チフィクリンスキの1971年の論文によれば、曲がった木は当初125cm間隔で22列に植えられ計約400本あった。同氏は「1934年ごろに植えられた」と見ている。現在、木は徐々に枯れつつあり100本ほどに減少している。地元シュチェチン大学で郷土社会史を専門とするアダム・マコフスキ教授は「地域の主産業は農業で、家具工場などはなかった。大がかりなら記録が残っているはずなのに、それもない」と指摘している。
地元の高校で発見された1970年代の写真と比較すると、現在の森は曲がった木の数が減少している。森林管理局によればアカマツの平均寿命は約100年だが、曲がった木は通常の松の木より寿命が短いと見られている。人為的に曲げられたことで寿命に影響した可能性があるという。木々の大半があと数年で枯死し消滅するという専門家の推測もある。森林管理局はこの歪んだ森ができた過程を実験的に植えたアカマツで再現する計画を予定している。

## 推測と仮説

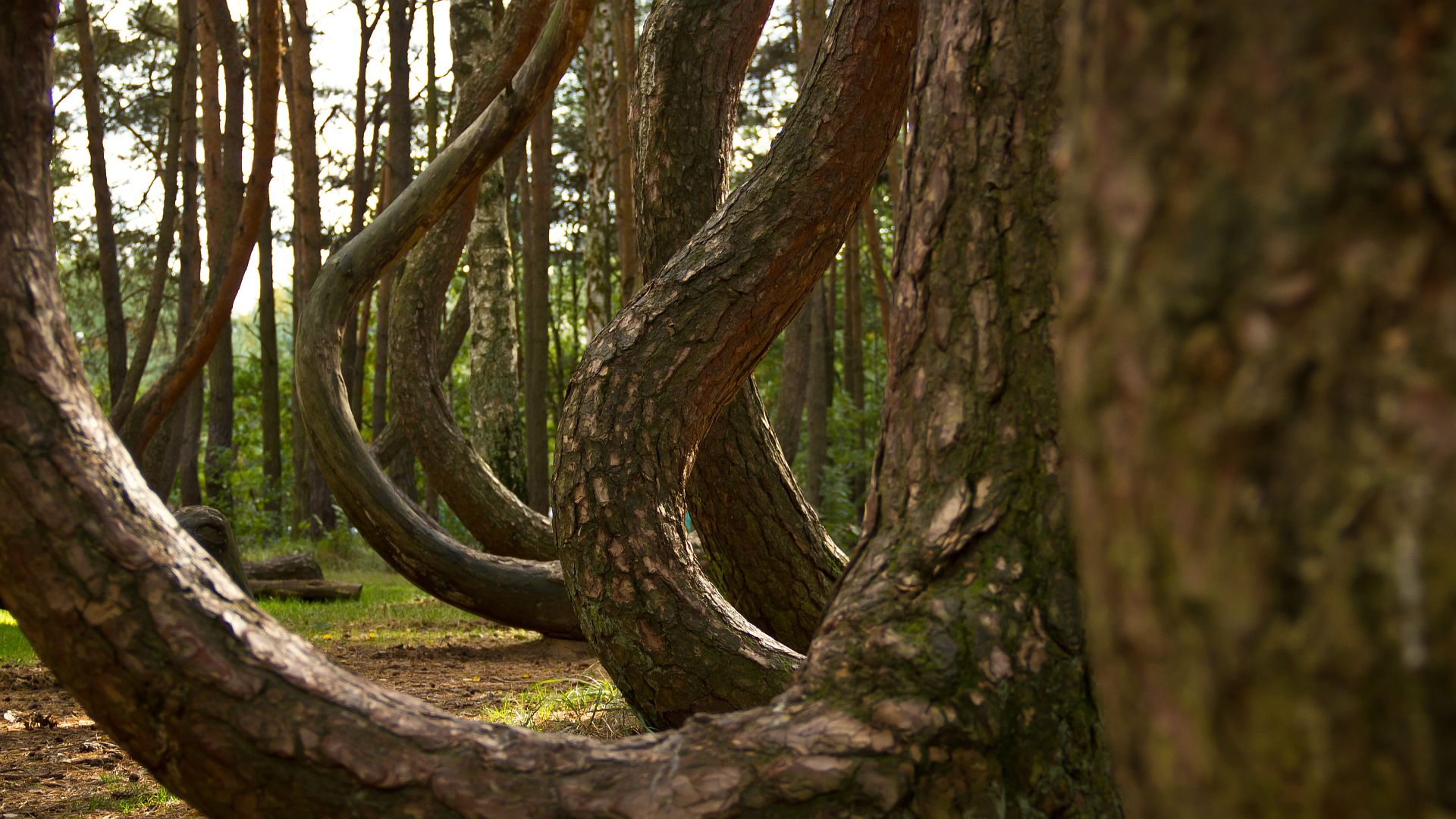
どの木もおおむね北を向いて曲がっているが、曲がり具合は均一ではない。

森周辺の地図。北西はオードラ川から引かれた用水路。森の南西には火力発電所があり、森の東には発電所に石炭を搬入するための鉄道線路がある。

このような景観が成立した理由についていくつかの仮説が立てられているが、決定的なものはない。
大雪説
若木の上に大雪が積もり、木々を覆って春まで圧迫し続けることを繰り返したために、木がこのような形に湾曲したとする説。 しかしこの説は、曲がった木々の周囲に真っすぐな松の木がある理由を説明できていない。
植林業者説
1940年代に、当時の植林業者が曲げた木材を家具や造船に使用するために木を曲げたとする説。 植林業者が成長中の木を曲げていたのなら、非常に多くの木が同じ方向に曲がっている理由も説明できる。ただし、森の全ての松が曲がっているわけではない。1939年、ドイツのポーランド侵攻開始直後に、この森の近郊にあるグリフィノの街は破壊された。このために当時の人々は森林の管理を放棄し、伐採することができずに曲がった木が残ったのだろうと推測される。その後グリフィノの街は1970年代までほとんど放棄されていたため、戦争が起こる前にはいたであろう歪んだ木々の森の謎の答えを知っている人がいなくなったのだ、と考える説である。
クリスマスツリー説
ドイツの地理学者ハインツ・ニーマンなどが唱えている説。「1960年代にポーランド西部でクリスマスツリー用のモミの木などが不足し、植林業者がアカマツを代用した」というもの。ツリー用の幹を必要としていたため、幹を切って横からも芽を出させようとしたという考えである。この説が推測する木が曲がった過程は、
1. 伐採した切り株の横から芽が出る
2. 芽が上方に伸びて新たな幹になる
3. 幹は重みでいったん下にたわみ、その後まっすぐに上に伸びる
4. 樹皮が切り株を覆って一本の幹のようになる

というもの。ただし曲がった幹はツリーに適さず、実際に使われた形跡はない。